# ناو کلاس کولبرگ
کروزر کلاس کولبرگ (به انگلیسی: Kolberg-class cruiser) یک کلاس از کشتی است که طول آن ۱۳۰ متر (۴۲۶٫۵ فوت) می‌باشد.